# Cruz Azul Fútbol Club (féminines)
Maillots
Actualités
Dernière mise à jour : 27 mai 2025.
Le Cruz Azul Fútbol Club Femenil, plus couramment abrégé en Cruz Azul, est un club de football féminin mexicain basé à Mexico.

## Histoire
Lorsqu'en décembre 2016 est annoncée la création d'une ligue professionnelle de football féminin au Mexique, le Cruz Azul Fútbol Club, fondé en 1927, créé au même moment une section féminine professionnelle.
Le club joue son premier match officiel le 3 mai 2017, en Coupe de la Ligue, une compétition organisée pour préparer le futur championnat. Cruz Azul perd 2 à 0 contre Tijuana, et perdra ses deux autres rencontres sur le même score.
Lors du premier championnat féminin du Mexique, le Cruz Azul termine à la 14e place, puis les saisons suivantes sera toujours dans la dernière moitié du classement. Le club commencera à se faire remarquer lors du tournoi de clôture 2020, en pointant aux avant-postes, malheureusement la saison sera annulée à cause de la pandémie de Covid-19.

## Stade
Cruz Azul joue ses rencontres à domicile à La Noria le centre de formation du club.